# Earl of Dartrey
Earl of Dartrey, of Dartrey in the County of Monaghan, war ein erblicher britischer Adelstitel in der Peerage of the United Kingdom.

## Verleihung, nachgeordnete und weitere Titel, sowie Erlöschen
Der Titel wurde am 12. Juli 1866 für Richard Dawson, 3. Baron Cremorne geschaffen. Am 20. September 1847 war ihm in der Peerage of the United Kingdom bereits zum Baron Dartrey, of Dartrey in the County of Monaghan, neu verliehen worden. Zudem hatte er bereits 1827 von seinem Vater den Titel Baron Cremorne, of Castle Dawson in the County of Monaghan, geerbt, der 1797 in der Peerage of Ireland seinem Urgroßonkel Thomas Dawson, 1. Viscount Cremorne verliehen mit einer besonderen Erbregelung zugunsten des Großvaters des späteren 1. Earls, Richard Dawson (1762–1807), worden war. Thomas Dawson, 1. Viscount Cremorne, war in der Peerage of Ireland bereits am 28. Mai 1770 zum Baron Dartrey, of Dawson’s Grove in the County of Monaghan, und am 19. Juni 1785 zum Viscount Cremorne erhoben worden, hatte aber seine drei Söhne überlebt, weshalb diese beiden Titel bei seinem Tod 1813 erloschen waren.
Keiner der vier Söhne des 1. Earls hinterließ männliche Nachkommen, weshalb das Earldom und die nachgeordneten Baronien Cremorne und Dartrey beim Tod des jüngsten Sohnes, des 3. Earls, am 9. Februar 1933 erloschen.

## Liste der Titelinhaber

### Barons Cremorne (1797)
- Thomas Dawson, 1. Viscount Cremorne, 1. Baron Cremorne (1725–1813)
- Richard Dawson, 2. Baron Cremorne (1788–1827)
- Richard Dawson, 3. Baron Cremorne (1817–1897) (1866 zum Earl of Dartrey erhoben)

### Earls of Dartrey (1866)
- Richard Dawson, 1. Earl of Dartrey (1817–1897)
- Vesey Dawson, 2. Earl of Dartrey (1842–1920)
- Anthony Dawson, 3. Earl of Dartrey (1855–1933)